# Typhloseiopsis maryae
Typhloseiopsis maryae är en spindeldjursart som beskrevs av D. McMurtry 1983. Typhloseiopsis maryae ingår i släktet Typhloseiopsis och familjen Phytoseiidae. Inga underarter finns listade i Catalogue of Life.